# Cèl·lules HEK 293

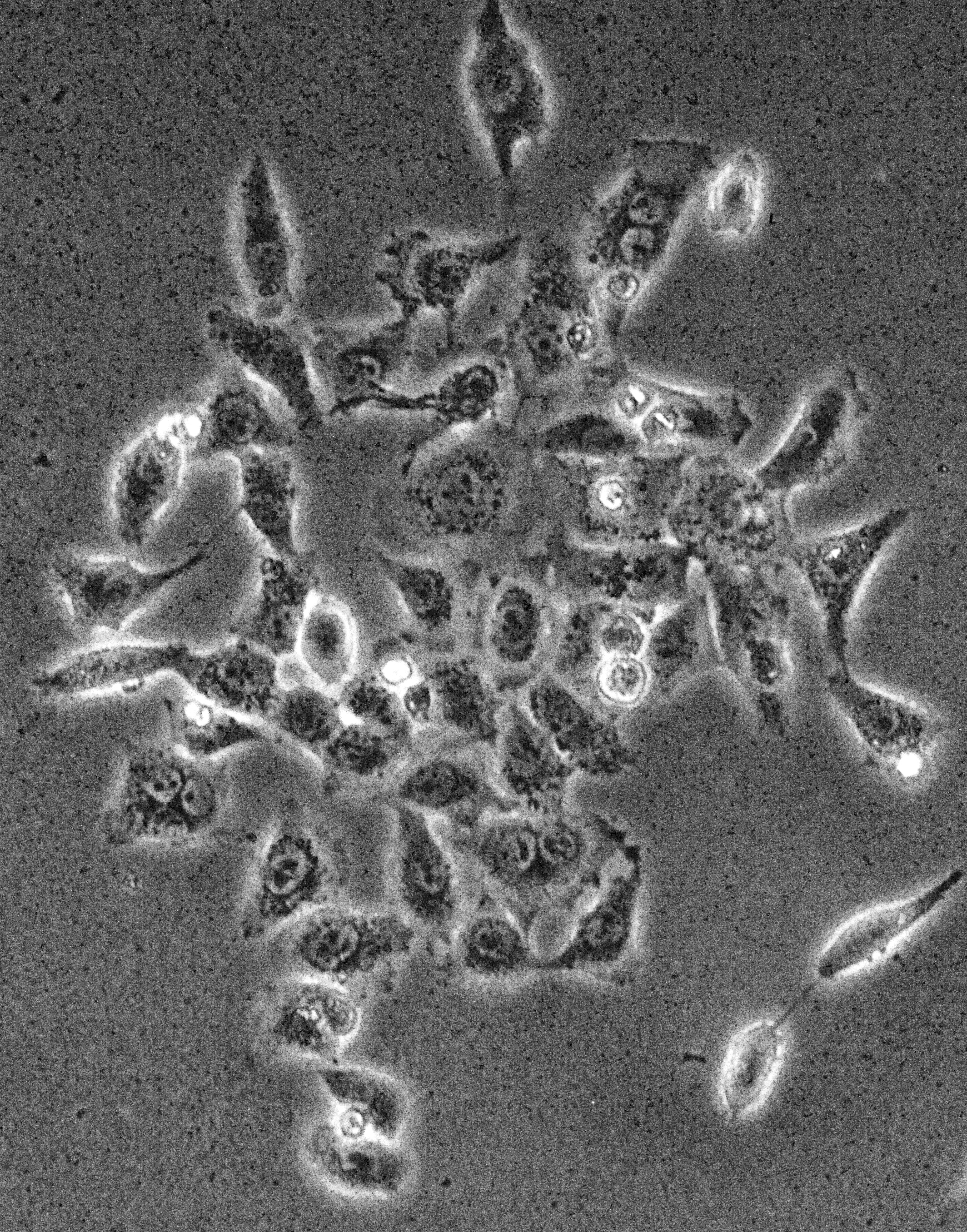
Cèl·lules HEK 293 cultivades durant diversos dies en un medi de cultiu estàndard

Les "cèl·lules renals embrionàries humanes 293", també conegudes sovint com a "cèl·lules HEK 293", HEK-293, 293, o menys precisament com a cèl·lules HEK, són una línia cel·lular específica derivada originalment de cèl·lules renals embrionàries humanes cultivades en cultiu de teixits. Les cèl·lules HEK 293 han estat àmpliament utilitzades en la investigació de biologia cel·lular durant molts anys, a causa del seu creixement fiable i la seva propensió a la transfecció. També la utilitzen la indústria biotecnològica per produir proteïnes i virus terapèutics per a la teràpia gènica.

## Història

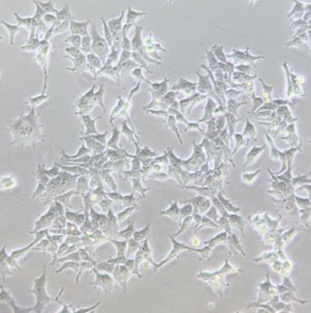
Cèl·lules 293FT, variants de les cèl·lules 293

Les cèl·lules HEK 293 es van generar el 1973 per transfecció de cultius de cèl·lules renals embrionàries humanes normals amb la inserció de DNA d'Adenovirus 5, al laboratori d'Alex van der Eb a Leiden, Països Baixos. Les cèl·lules es van obtenir d'un fetus aparentment saludable, avortat legalment segons la legislació holandesa; es desconeix la identitat del progenitor i la raó de l'avortament. Les cèl·lules van ser cultivades per van der Eb; la transfecció per adenovirus va ser realitzada per Frank Graham, un post-doc al laboratori de van der Eb. Es van publicar el 1977 després que Graham deixés Leiden a la McMaster University. S'anomenen HEK donat que es van originar en cultius de ronyons embrionaris humans (en anglès Human Embryonic Kidney), mentre que el número 293 provenia de l'hàbit de Graham de numerar els seus experiments; el clon cel·lular HEK 293 original era el seu 293è experiment. Graham va realitzar la transfecció un total de vuit vegades, obtenint només un clon de cèl·lules que es van cultivar durant diversos mesos. Després d'adaptar-se presumiblement al cultiu de teixits, les cèl·lules d'aquest clon es van convertir en la línia HEK 293, relativament estable.
L'anàlisi posterior ha demostrat que la transformació es va produir mitjançant la inserció de 4,5 quilobases del braç esquerre del genoma viral, que es va incorporar al cromosoma 19.
Durant molts anys es va suposar que les cèl·lules HEK 293 es van generar mitjançant la transformació d'una cèl·lula fibroblàstica, endotelial o epitelial, totes abundants als ronyons. Tanmateix, la transformació original d'adenovirus va ser ineficient, cosa que suggereix que la cèl·lula que finalment va produir la línia HEK 293 podria haver estat inusual d'alguna manera. Graham i companys de feina van proporcionar proves que les cèl·lules HEK 293 i altres línies de cèl·lules humanes generades per la transformació de cèl·lules renals embrionàries humanes amb adenovirus, tenen moltes propietats de neurones immadures, cosa que suggereix que l'adenovirus preferentment va transformar una cèl·lula de llinatge neuronal en el cultiu de ronyó original.
Un estudi complet dels genomes i transcriptomes de HEK 293 i cinc línies de cèl·lules derivades va comparar el transcriptoma HEK 293 amb el de ronyó humà, suprarenal, pituïtària i teixit nerviós central. El patró HEK 293 s'assemblava més al de les cèl·lules suprarenals, que tenen moltes propietats neuronals. Tenint en compte la ubicació de la glàndula suprarenal (suprarrenal significa "al costat del ronyó"), algunes cèl·lules suprarenals podrien haver aparegut plausiblement en un cultiu derivat de ronyó embrionari i es podrien transformar preferentment per adenovirus. Els adenovirus transformen les cèl·lules del llinatge neuronal molt més eficient que les cèl·lules epitelials del ronyó humà típic. Una cèl·lula precursora suprarenal embrionària sembla, doncs, la cèl·lula d'origen més probable de la línia HEK 293. Com a conseqüència, les cèl·lules HEK 293 no s'han d'utilitzar com a model in vitro de cèl·lules renals típiques.
Les cèl·lules HEK 293 tenen un cariotip complex, amb dues o més còpies de cada cromosoma i amb un nombre cromosòmic modal de 64. Es descriuen com a hipotriploides, que contenen menys de tres vegades el nombre de cromosomes d'un gàmeta humà haploide. Les anormalitats cromosòmiques inclouen un total de tres còpies del cromosoma X i quatre còpies del cromosoma 17 i del cromosoma 22 La presència de múltiples cromosomes X i la manca de cap rastre de seqüència derivada del cromosoma Y fan pensar que el fetus origen era femella.

## Usos
Les cèl·lules HEK 293 créixen fàcilment en cultiu i la seva transfecció és senzilla. S'han utilitzat com a cèl·lula hosta per a l'expressió gènica. Típicament, aquests experiments consisteixen a transfectar les cèl·lules amb un gen (o combinació de gens) d'interès per a que la cèl·lula expressi la proteïna codificada. L'ús generalitzat d'aquesta línia cel·lular és degut a la seva transfectabilitat per les diverses tècniques, inclòs el mètode fosfat de calci, aconseguint eficàcies aproximades al 100%
Un ús més específic de cèl·lules HEK 293, és en la propagació de vectors adenovirals. Els virus ofereixen un mitjà eficaç d'entregar gens a les cèl·lules, cosa que van evolucionar a fer i, per tant, són de gran utilitat com a eines experimentals. Tanmateix, com a patògens, també presenten un risc per a l'experimentador. Es pot evitar aquest perill mitjançant l'ús de virus que no tinguin gens claus i que, per tant, no puguin replicar-se després d'entrar a la cèl·lula. Per propagar aquests vectors virals, cal una línia cel·lular que expressi els gens que falten. Atès que les cèl·lules HEK 293 expressen un nombre de gens adenovirals, es poden utilitzar per a propagar vectors adenovirals en els quals aquests gens (normalment, E1 i E3) són eliminats, com AdEasy.
Una variant important d'aquesta línia cel·lular és la línia cel·lular 293T. Conté l'antigen T SV40 gran que permet la replicació episomal de plasmids transfectats que contenen l'origen de replicació SV40. Això permet l'amplificació de plasmids transfectats i l'expressió temporal ampliada dels productes gènics desitjats. Tingueu en compte que qualsevol línia cel·lular modificada de manera similar es pot utilitzar per a aquest tipus de feines; Les cèl·lules HeLa, les cèl·lules COS i les d'ovari de l'hàmster xinès (Cèl·lules CHO) són alternatives habituals. HEK 293, i sobretot HEK 293T, s'utilitzen comunament a les cèl·lules per a la producció de diversos vectors retrovirals. També es basen en aquestes cèl·lules diverses línies cel·lulars d'embalatge retroviral.